# Alan Oldham
Alan Oldham est un musicien américain de techno de Détroit. Il est l'un des fondateurs des labels Pure Sonik Records et Generator Records. Il est également l'artiste illustrant les macarons du label hollandais Djax-Up-Beats.

## Biographie
Alan est né aux alentours de 1963,. Actif dès 1991 avec l'EP Detroit is Burning produit sous le nom Signal to Noise Ratio, Alan Oldham joue un rôle majeur dans la scène de la musique électronique de Détroit. Lors de ses études artistiques à l'Université d'État de Wayne de Détroit, Alan Oldham se voit embaucher par Derrick May pour illustrer plusieurs publications du label Transmat : ainsi naît son intérêt pour la techno de Détroit,. Ainsi, Oldham dessine le comic strip du single Danger Girl de May pour Muzik
Animateur sur la radio WDET de l'émission musicale Fast Forward, Alan Oldham délaisse peu à peu la musique industrielle et fusion pour ne plus diffuser que la musique électronique de Détroit. C'est ainsi grâce à l'émission Fast Forward, retransmise entre 1987 et 1992, que de nombreux habitants de Détroit et ses environs sont mis au contact de la musique de Derrick May, Kevin Saunderson, Juan Atkins, Underground Resistance et Carl Craig, ainsi que celle d'autres artistes techno étrangers tels que Joey Beltram, Moby, 808 State ou LFO. L'émission prend fin en 1992, lorsque Alan Oldham se voit proposer de remplacer Jeff Mills en tant que DJ pour une tournée avec Underground Resistance. La même année, Alan Oldham fonde son propre label Generator Records sur lequel paraîtront ses classiques produits sous le nom X-313 (Interferon, World Sonik Domination…) ainsi que des compositions de Dave Clarke et Woody McBride. En 1996, Alan Oldham remplace Generator Records par Pure Sonik Records.
Réputé comme l'un des meilleurs DJ de Détroit, Alan Oldham est également reconnu comme compositeur. Son premier album, Progress, se voit ainsi publié sur le label allemand Tresor en 1999.

## Discographie notable

### Albums studio
- 1995 : Enginefloatreactor (Generator)[5]
- 1999 : Progress (Tresor Berlin) (sous DJ T-1000)
- 2002 : Neutra (Pure Sonik Records) (sous DJ T-1000)
- 2009 : Johnny Gambit 01: The Prodigal Son (Original Soundtrack/Graphic Novel, Pure Sonik Records), (sou DJ T-1000)
- 2010 : Champagne For My Real Friends, Real Pain For My Sham Friends (xfive.) 2010 (sous The Inside en collaboration avec James Vanaria et Jane Zabeth)

### Singles et EP
- 1993 : Liquid Metal Meltdown (Generator) (sous DJ T-1000)
- 1993 : Nikita, Generator (Generator) (sous Level A & DJ T-1000)
- 1995 : Liquid Metal Monster (Generator) (sous DJ T-1000)
- 1997 : Jetset Lovelife EP (Tresor Berlin) (sous DJ T-1000)
- 1997 : Minimal Science (Pure Sonik Records)7 (sous DJ T-1000)
- 1997 : Downshifter EP (Pure Sonik Records) (sous DJ T-1000)
- 1997 : Thesis EP (Pure Sonik Records) (sous DJ T-1000)
- 1997 : Thesis Part Two (w/ K-Hand Remix), Pure Sonik Records, 1997 (sous DJ T-1000)
- 1998 : Track Machine (Pure Sonik Records) (sous DJ T-1000)
- 1998 : Signals and Minimalism EP (Pure Sonik Records) 1998 (sous DJ T-1000)
- 1999 : Codes and Structures Vol. 1 (Pure Sonik Records) (sous DJ T-1000)
- 1999 : Codes and Structures Vol. 2 (Pure Sonik Records) (as DJ T-1000)
- 2001 : Hyper-Stylized Life (Pure Sonik Records) (sous DJ T-1000)
- 2001 : Ladies and Gentlemen (We Are Now Invisible) (Pure Sonik Records) (sous DJ T-1000)
- 2002 : Neutra EP (Inzec) (sous DJ T-1000)
- 2002 : Neutra EP (Pure Sonik Records) (sous DJ T-1000)
- 2002 : Bout to Bang It Remixes (Inzec) (Inzec 014) (sous DJ T-1000)
- 2008 : Blaster EP (Pure Sonik Records) (PURE19) (sous DJ T-1000)
- 2012 : Drums and Weapons, Pure Sonik Records (sous DJ T-1000)
- 2014 : Signal Boxx EP (Pure Sonik Records) (sous DJ T-1000)
- 2014 : Synapses b/w Microaggression (Bandcamp Exclusive) (Pure Sonik Records) (sous DJ T-1000)
- 2014 : d_func vs. DJ T-1000, Terminator EP, Nachstrom Schallplatten (en collaboration avec Alexander Kowalski)